# Quebrada La Aguacatala
Quebrada La Aguacatala är ett vattendrag i Colombia.   Det ligger i departementet Antioquía, i den centrala delen av landet, 240 km nordväst om huvudstaden Bogotá.